# إدوين لاندسير
السير إدوين هنري لاندسير (بالإنجليزية: Sir Edwin Henry Landseer) سنة (1802-1873) رسامًا ونحاتًا إنجليزيًا،  معروفًا بلوحاته للحيوانات - خاصة الخيول والكلاب والأيول. ومع ذلك، فإن أشهر أعماله هي منحوتات الأسد في قاعدة عمود نيلسون في ميدان ترافالغار.

## الحياة

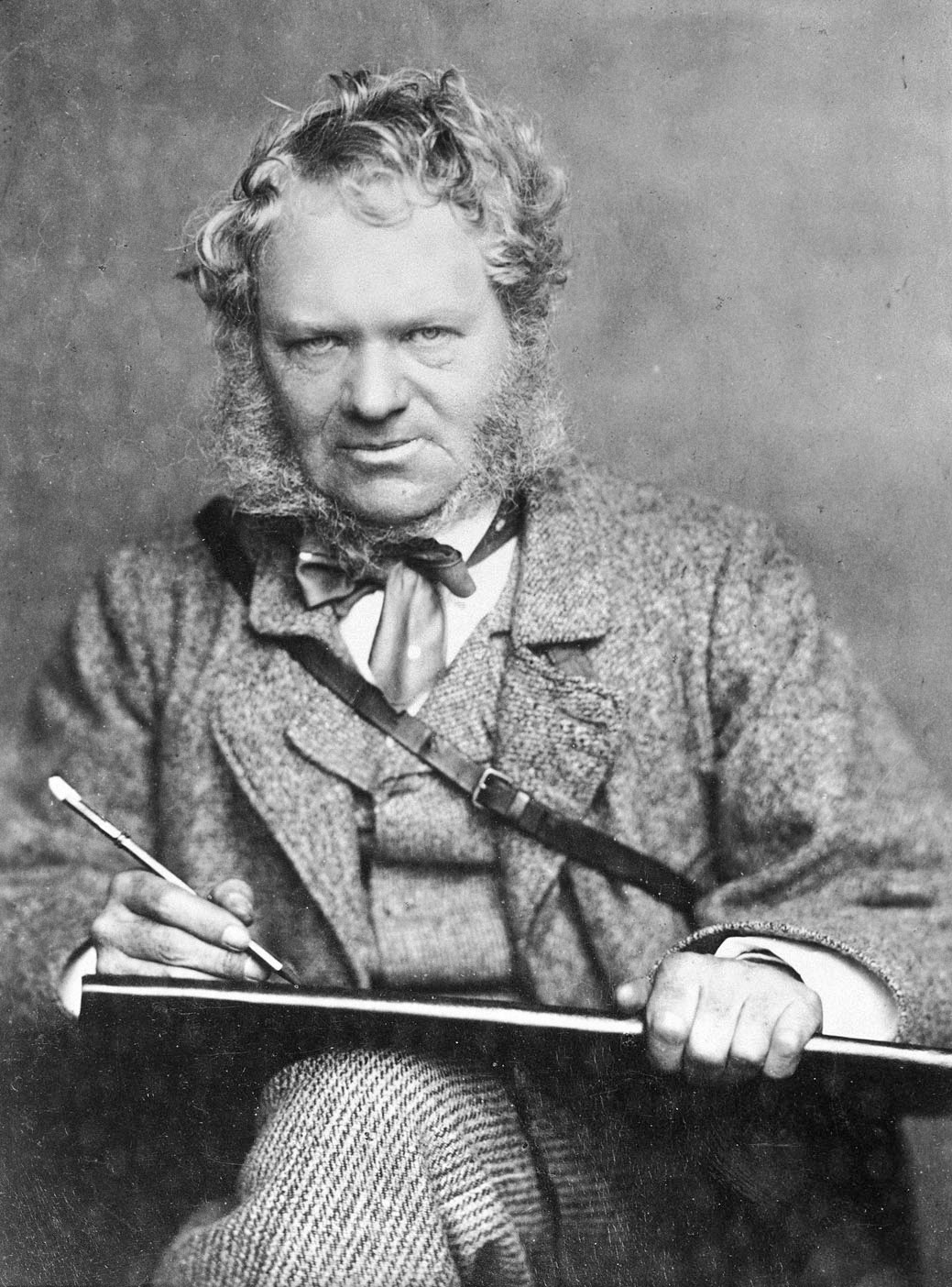
لاندسير سنة 1870

ولد لاندسير في لندن، وهو ابن النحات جون لاندسير  وجين بوتس. لقد كان شيئًا من المعجزة التي تم التعرف على مواهبها الفنية في وقت مبكر. درس على يد العديد من الفنانين، بما في ذلك والده، ورسام التاريخ بنيامين روبرت هايدون، الذي شجع لاندسير الشاب على إجراء التشريح من أجل فهم كامل للعضلات والهيكل العظمي للحيوان. ارتبطت حياة لاندسير بالأكاديمية الملكية. في سن الثالثة عشرة فقط، في عام 1815 ، عرض أعمالًا هناك. انتخب عضوا منتسبا في الرابعة والعشرين من عمره، ثم بعد ذلك بخمس سنوات عام 1831 أصبح أكاديمي. كان لاندسير شخصية بارزة في الفن البريطاني في القرن التاسع عشر، ويمكن العثور على أعماله في متحف تيت بريطانيا ومتحف فيكتوريا ومجموعة والاس في لندن. كما تعاون مع زميله الرسام فريدريك ريتشارد لي. كانت شعبية لاندسير في بريطانيا الفيكتورية كبيرة، وكانت شهرته كرسام للحيوانات منقطعة النظير. نتج الكثير من شهرته - ودخله - من خلال نشر نقوش لأعماله، وكثير منها من قبل شقيقه توماس.
في عام 1823 ، كلف لاندسير برسم صورة لجورجيانا راسل، دوقة بيدفورد. على الرغم من كونها أكبر منه بعشرين عامًا، فقد بدأوا علاقة غرامية. حصل على لقب فارس عام 1850 ، وعلى الرغم من انتخابه لرئاسة الأكاديمية الملكية عام 1866 ، إلا أنه رفض الدعوة. في أواخر الثلاثينيات من عمره، عانى لاندسير مما يُعتقد الآن أنه انهيار عصبي كبير، وبقية حياته كان مضطربًا بسبب نوبات متكررة من الكآبة، والمرض، والاكتئاب، وغالبًا ما تفاقمت بسبب تعاطي الكحول والمخدرات. في السنوات القليلة الأخيرة من حياته، كان الاستقرار العقلي لـ لاندسير مشكلة، وبناءً على طلب عائلته، أُعلن أنه مجنون في يوليو 1872.

## الرسم
من أول اللوحات التي رسمها لاندسير لوحة (كلب الدرواس الألبي يعيد إحياء مسافر بائس) (1820) يظهر اثنين من الكلاب يقفان فوق رجل مدفون جزئيًا في الثلج. أحدهما ينبح لجذب الانتباه بينما الآخر، الذي يصور بالبرميل المصغر، يحاول إحياء الرجل بلعق يده. تجاوز جاذبيته حدود الطبقة: كانت نسخ أعماله شائعة في منازل الطبقة الوسطى، بينما كان يحظى أيضًا بشعبية لدى الطبقة الأرستقراطية. طلبت الملكة فيكتوريا العديد من الصور للفنان. طلبت في البداية رسم العديد من الحيوانات الأليفة الملكية، ثم انتقل إلى صور الخيول وحراس الطرائد. ثم، في العام الذي سبق زواجها، طلبت الملكة صورة لنفسها كهدية للأمير ألبرت. قام لاندسير بتعليم كل من الملكة فيكتوريا والامير ألبرت الرسم،  وصنع صورًا لأطفال فيكتوريا وهم أطفال، عادة بصحبة كلب. كما قام برسم صورتين الملكة فيكتوريا والامير ألبرت مرتديين كرات تنكرية، وكان ضيفًا فيها بنفسه. كانت إحدى لوحاته الأخيرة عبارة عن صورة بالحجم الطبيعي للفروسية للملكة، عُرضت في الأكاديمية الملكية عام 1873 ، وهي مصنوعة من رسومات تخطيطية سابقة.

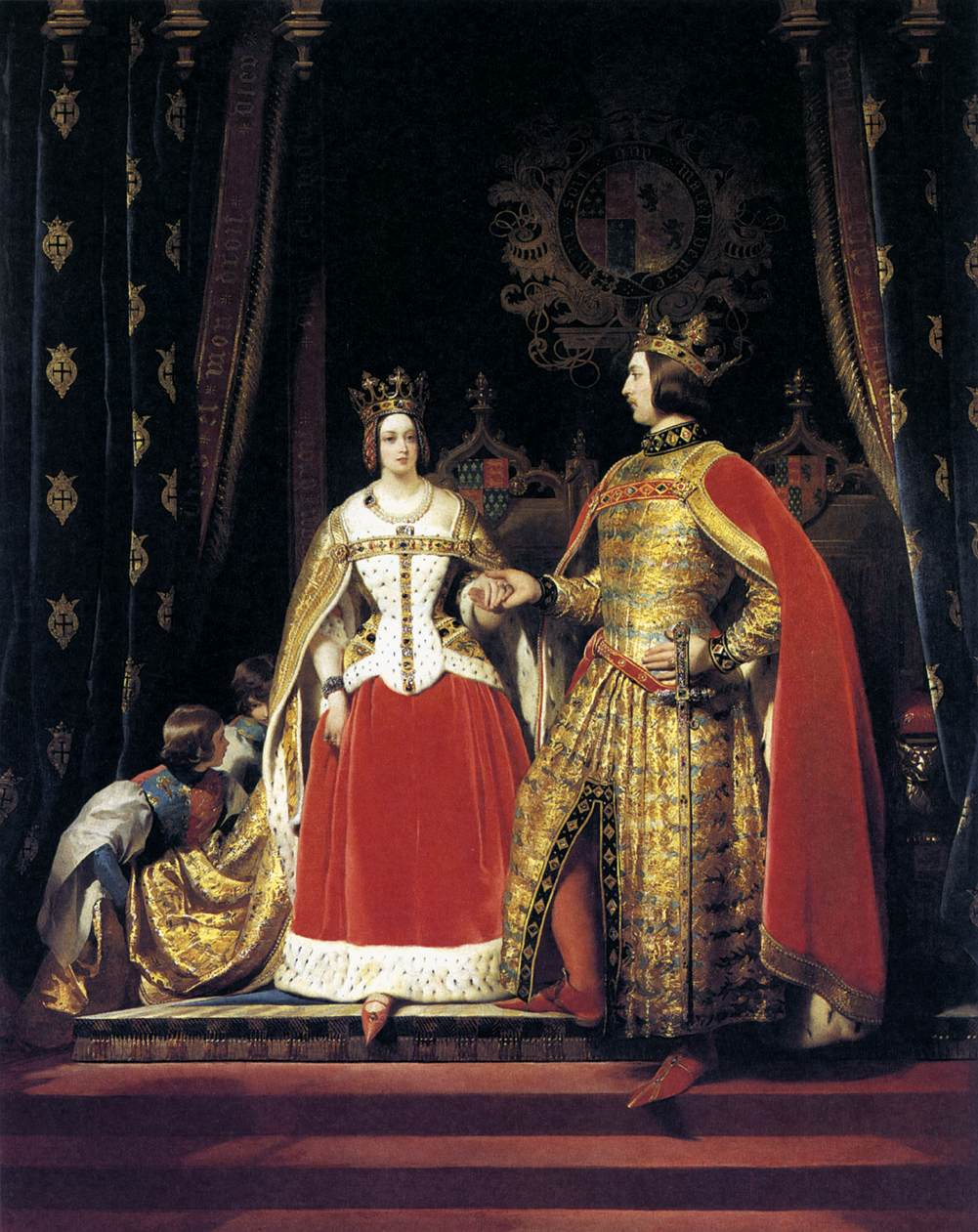
الملكة فيكتوريا والأمير ألبرت بريشة إدوين هنري لاندسير في 12 مايو 1842

كان لاندسير مرتبطًا بشكل خاص باسكتلندا، التي زارها لأول مرة في عام 1824 ومرتفعاتها العالية على وجه الخصوص، والتي قدمت الموضوعات (البشرية والحيوانية) للعديد من لوحاته الهامة. تضمنت لوحات نجاحاته المبكرة مثل لوحة (صيد تشيفي تشيس) (1825-1826)، (ولا يزال الويسكي غير شرعي في المرتفعات) (1826-1829) وإنجازاته الأكثر نضجًا، مثل لوحة (ملك الوادي) (1851) و (يوم الإيجار في البرية) (1855-1868). في عام 1828 ، تم تكليف لاندسير بإنتاج الرسوم التوضيحية لطبعة ويفرلي من روايات السير والتر سكوت. كانت لوحات لاندسير للكلاب في خدمة الإنسانية مشهورة جدًا ومؤثرة لدرجة أن اسم لاندسير أصبح الاسم الرسمي لمجموعة متنوعة من كلب نيوفاوندلاند الذي، بدلاً من أن يكون أسودًا أو أسودًا في الغالب، يتميز بمزيج من الأسود والأبيض. كان هذا التنوع شائعًا في في لوحاته التي تحتفل بكلاب بنيوفاوندلاندز، وعلى الأخص لوحة (عضو متميز في المجتمع البشري) (1838)، ولوحة (المنقذ) (1856). تجمع اللوحات بين المفهوم الفيكتوري للطفولة والفكرة الجذابة للحيوانات النبيلة المكرسة للبشرية، وهو التفاني المشار إليه في لوحة (المنقذ)، من خلال حقيقة أن الكلب قد أنقذ الطفل دون أي تدخل بشري واضح.  لوحة (وضع القانون) (1840) لاندسير تسخر من مهنة المحاماة من خلال التجسيم. يُظهر مجموعة من الكلاب، مع كلب يرمز إلى السيد المستشار. دخلت لوحة (ترويض النمرة) (1861) في معرض الأكاديمية الملكية لعام 1861 وتسببت في جدل بسبب موضوعها. أظهر حصانًا قويًا على ركبتيه بين القش في إسطبل، بينما ترقد شابة جميلة ورأسها مخدودًا على جانبيه، تلامس رأسها بيدها برفق. وأوضح الكتالوج أنه صورة للفروسية الشهيرة، آن جيلبرت، تطبق تقنيات ترويض «همس الحصان» الشهير لجون سولومون. انزعج النقاد من تصوير امرأة ضعيفة تهيمن على حيوان قوي، وخلص البعض إلى أن لاندسير كان يشير إلى المومسة الشهيرة كاثرين والترز، التي كانت في أوج شهرتها في ذلك الوقت. بعض أعمال لاندسير اللاحقة، مثل لوحة (يقترح الإنسان ، الرب يتصرف) (من عام 1864) متشائم في لهجتها.  تُظهر الصورة الأخيرة اثنين من الدببة القطبية تتلاعب بعظام الموتى وبقايا أخرى، من حملة السير جون فرانكلين الفاشلة في القطب الشمالي. تم شراء اللوحة في مزاد علني من قبل توماس هولواي ومعلقة في معرض الصور في رويال هولواي، جامعة لندن. من التقاليد الجامعية تغطية اللوحة بجاك الاتحاد، عند إجراء الامتحانات في المعرض، حيث توجد شائعة طويلة الأمد مفادها أن اللوحة تدفع الناس إلى الجنون عندما يجلسون بالقرب منها. في عام 1862 رسم لاندسير صورة لويزا كارولين ستيوارت ماكنزي وهي تحمل ابنتها مايسي.

### أشهر لوحاته
|  | 1851 | ملك الوادي                   |
|  | ---- | ---------------------------- |
|  | 1831 | عضو متميز في المجتمع البشري  |
|  | 1851 | مشهد من حلم ليلة منتصف الصيف |
|  | 1864 | الإنسان يقترح، الرب يتصرف    |

## النحت

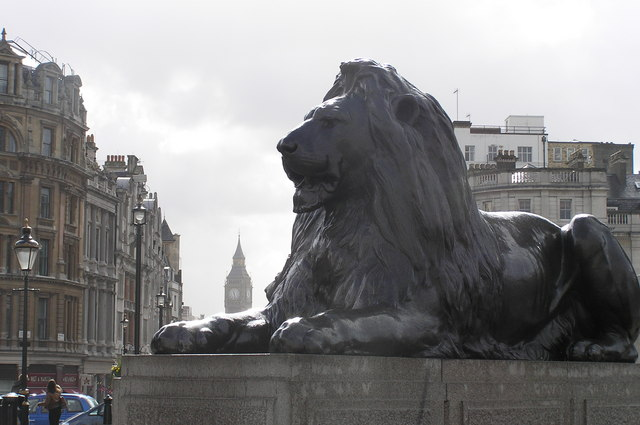
واحد من أربعة أسود حول قاعدة عمود نيلسون في ميدان ترافالغار

في عام 1858 ، كلفت الحكومة لاندسير بصنع أربعة أسود برونزية لقاعدة عمود نيلسون في ميدان ترافالغار، بعد رفض توماس ميلنز لمجموعة في الحجر. وافق لاندسير بشرط ألا يضطر إلى بدء العمل لمدة تسعة أشهر أخرى، وكان هناك تأخير آخر عندما طلب تزويده بنسخ من قوالب لأسد حقيقي يعرف أنه في حوزة الأكاديمية في تورين. ثبت أن الطلب معقد، ولم تصل القوالب حتى صيف عام 1860. صنعت الأسود في استوديو كنسينغتون التابع للنحات كارلو ماروتشيتي،  الذي قام أيضًا بصقها. تباطأ العمل بسبب اعتلال صحة لاندسير ، وعلاقته المتقطعة مع ماروتشيتي. تم تركيب التماثيل في عام 1867. 

## الوفاة
تم تمييز وفاة لاندسير في 1 أكتوبر 1873 على نطاق واسع في إنجلترا: المتاجر والمنازل خفضت ستائرها، ورفعت الأعلام نصف الصاري، وتم التعليق على أسوده البرونزية في ميدان ترافالغار بأكاليل الزهور، واصطفت حشود كبيرة في الشوارع لمشاهدة موكبه الجنائزي تمر. دفن لاندسير في كاتدرائية القديس بولس، لندن. عند وفاته، ترك لاندسير وراءه ثلاث لوحات غير مكتملة: Finding the Otter ، و Nell Gwynne ، و The Dead Buck ، وكلها على حوامل في الاستوديو الخاص به. كانت رغبته في الموت أن يكمل صديقه جون إيفريت ميليه اللوحات، وقد فعل هذا.

## متفرقات
ترددت شائعات عن لاندسير أنه قادر على الرسم بكلتا يديه في نفس الوقت، على سبيل المثال، طلاء رأس الحصان باليمين وذيله باليسار، في وقت واحد. كان معروفًا أيضًا أنه قادر على الرسم بسرعة كبيرة. تم تسمية المهندس المعماري السير إدوين لاندسير لوتينز كنايتاً بأسمه.

## معرض الصور

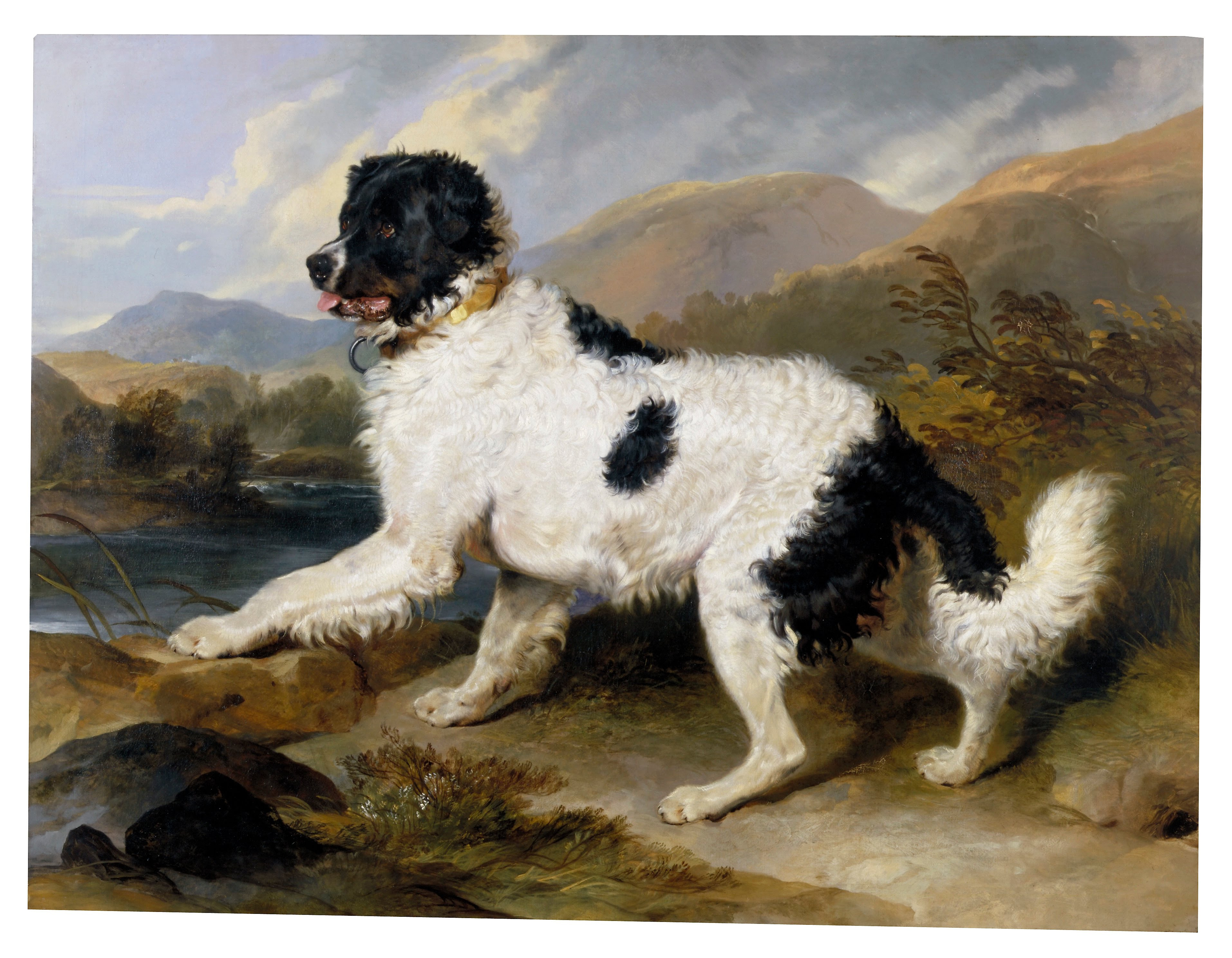
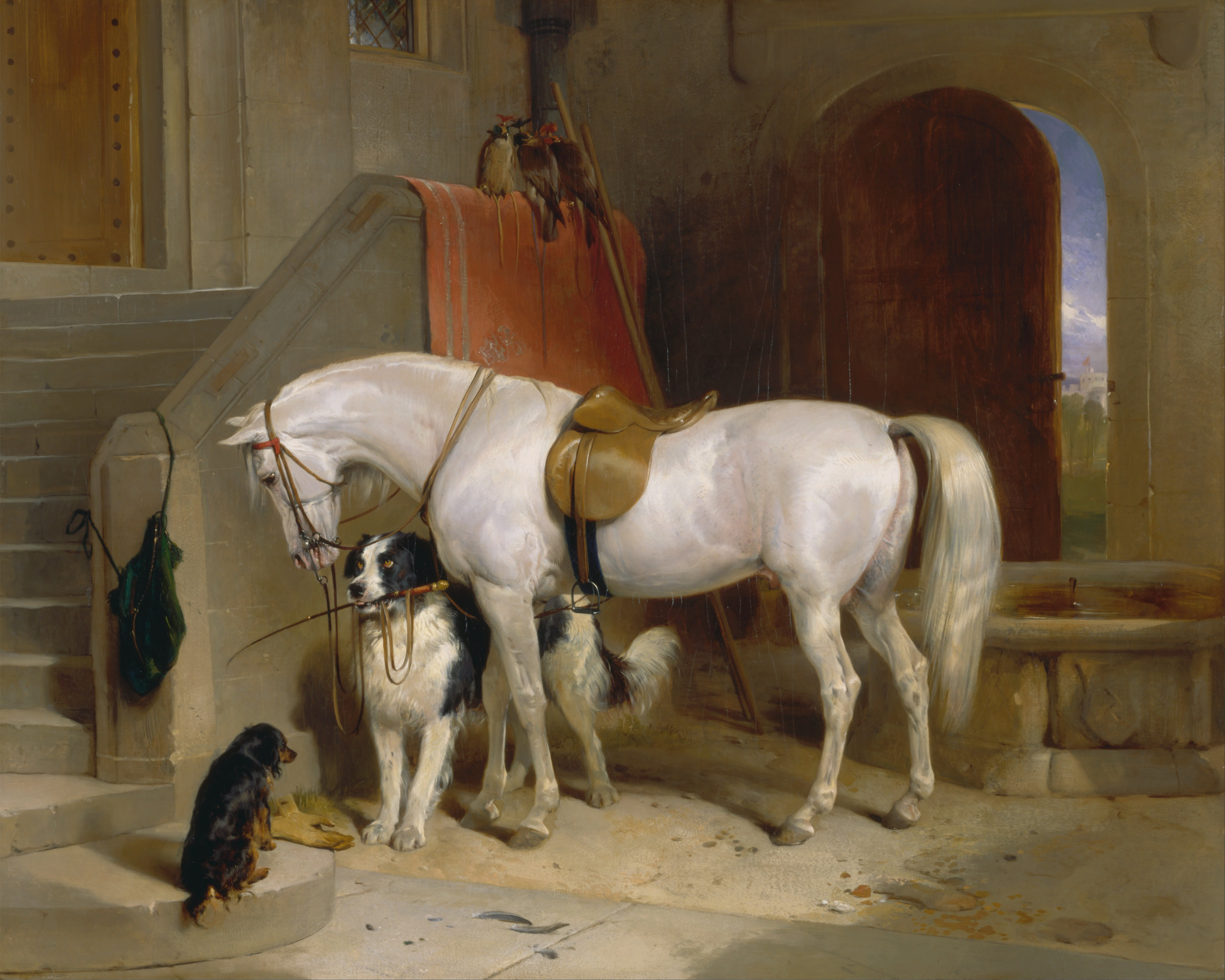
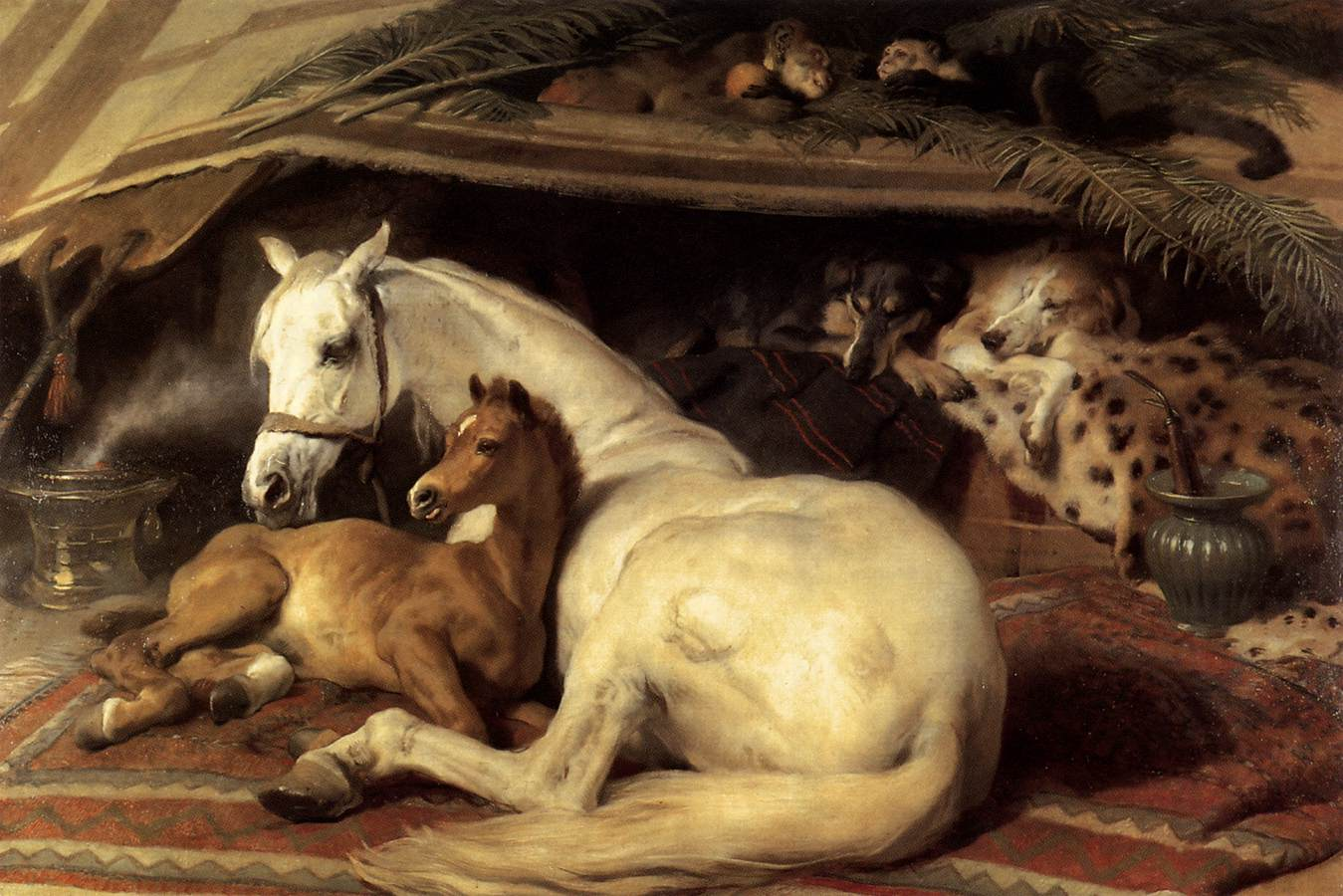
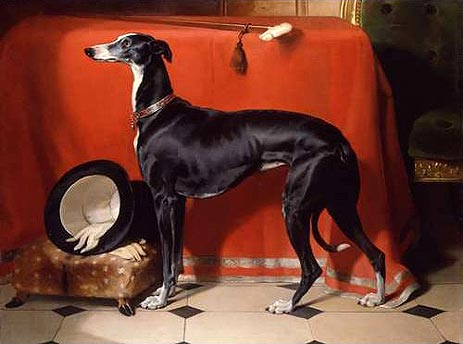
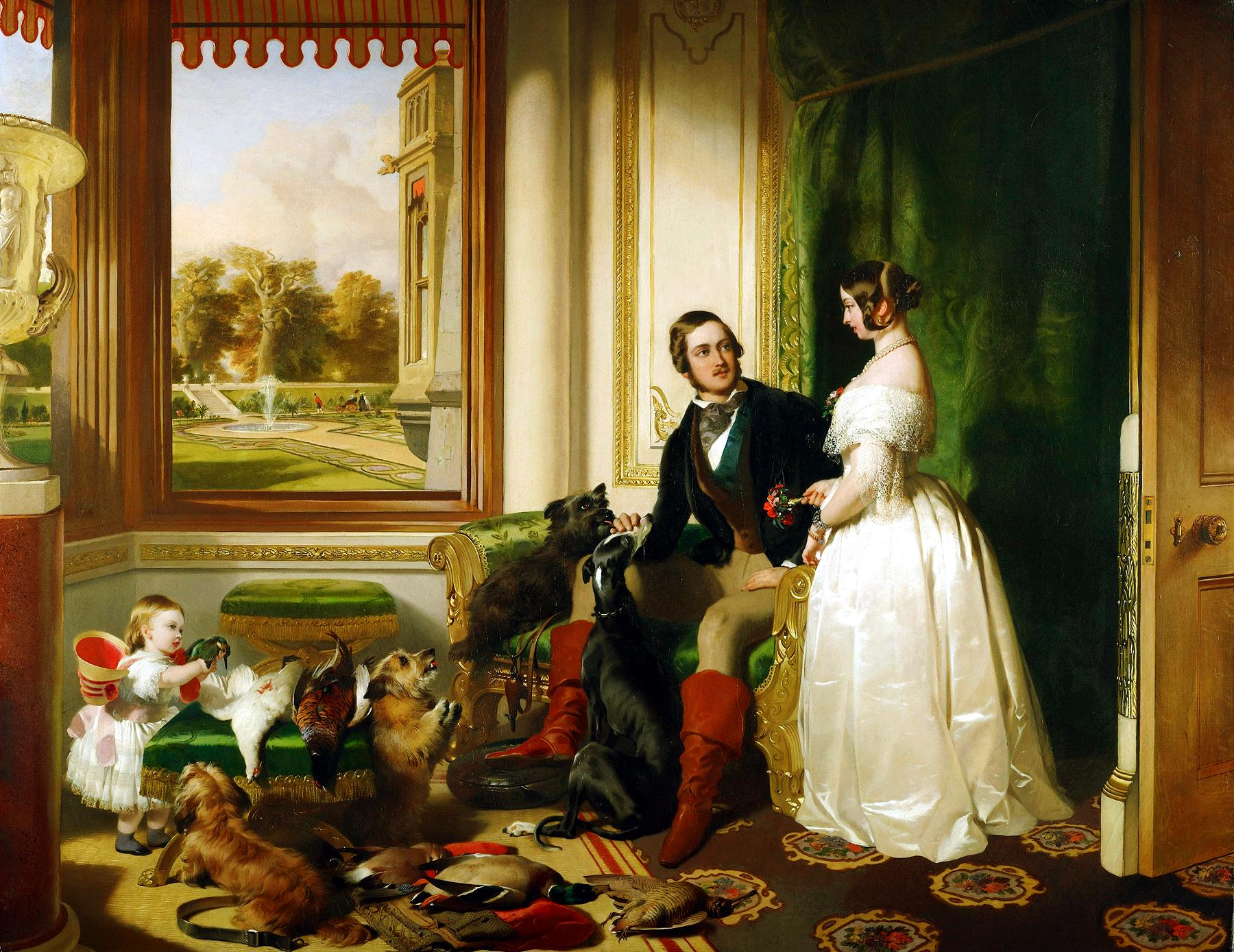
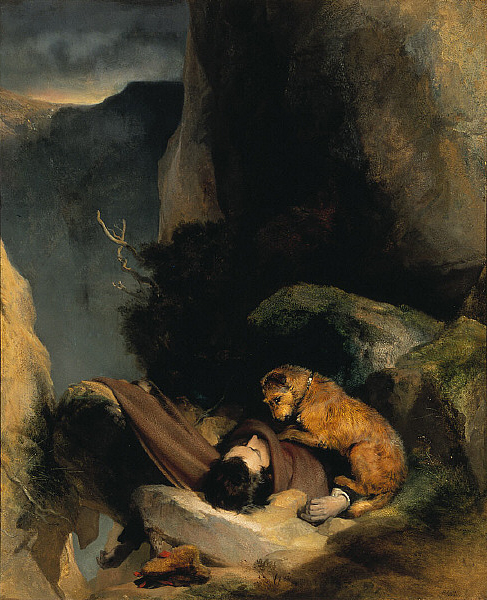
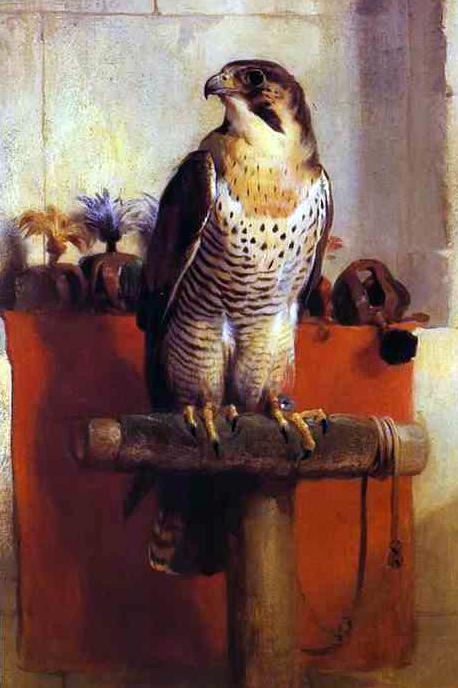
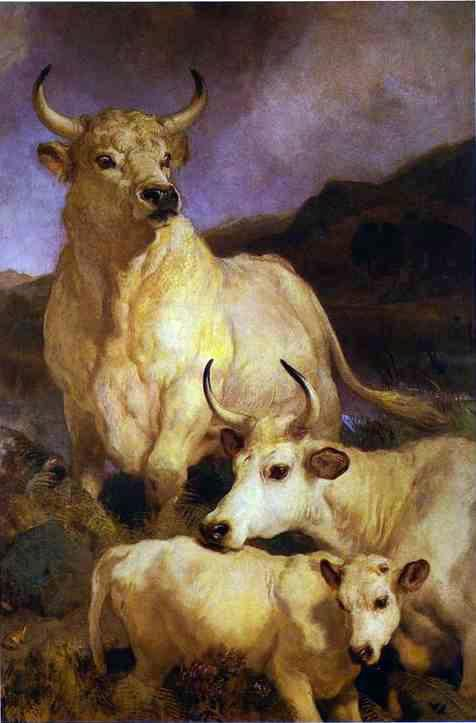
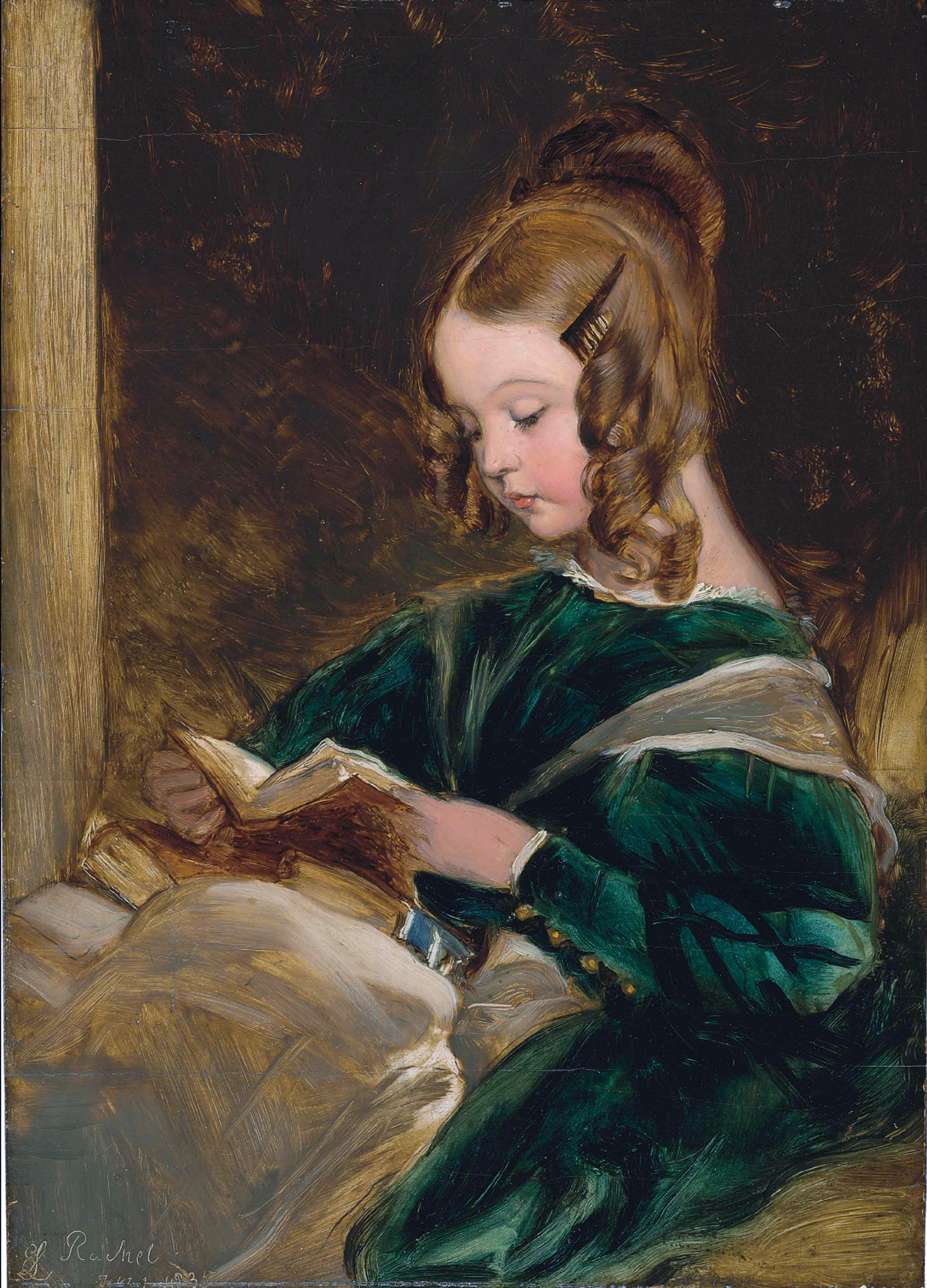
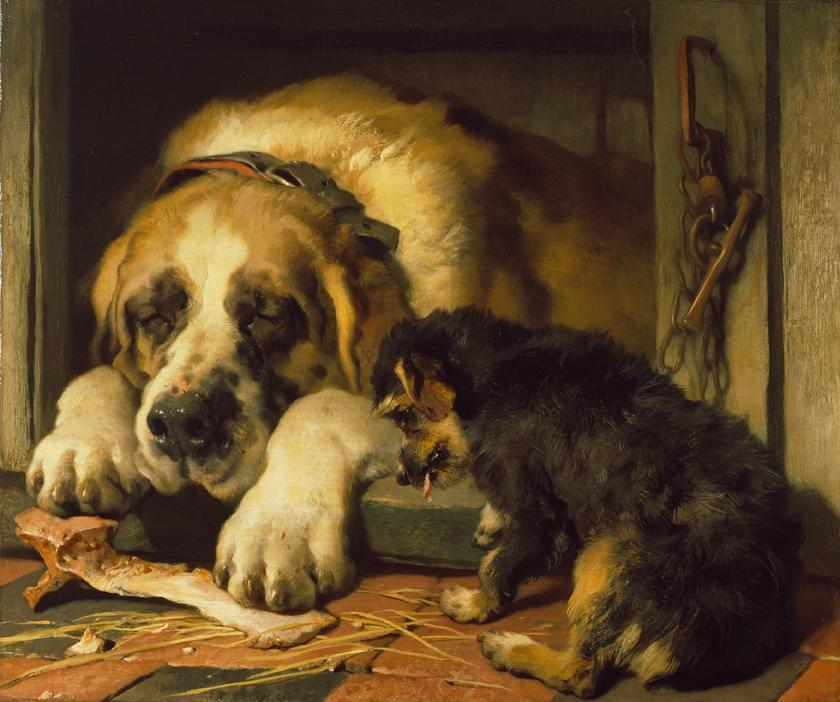
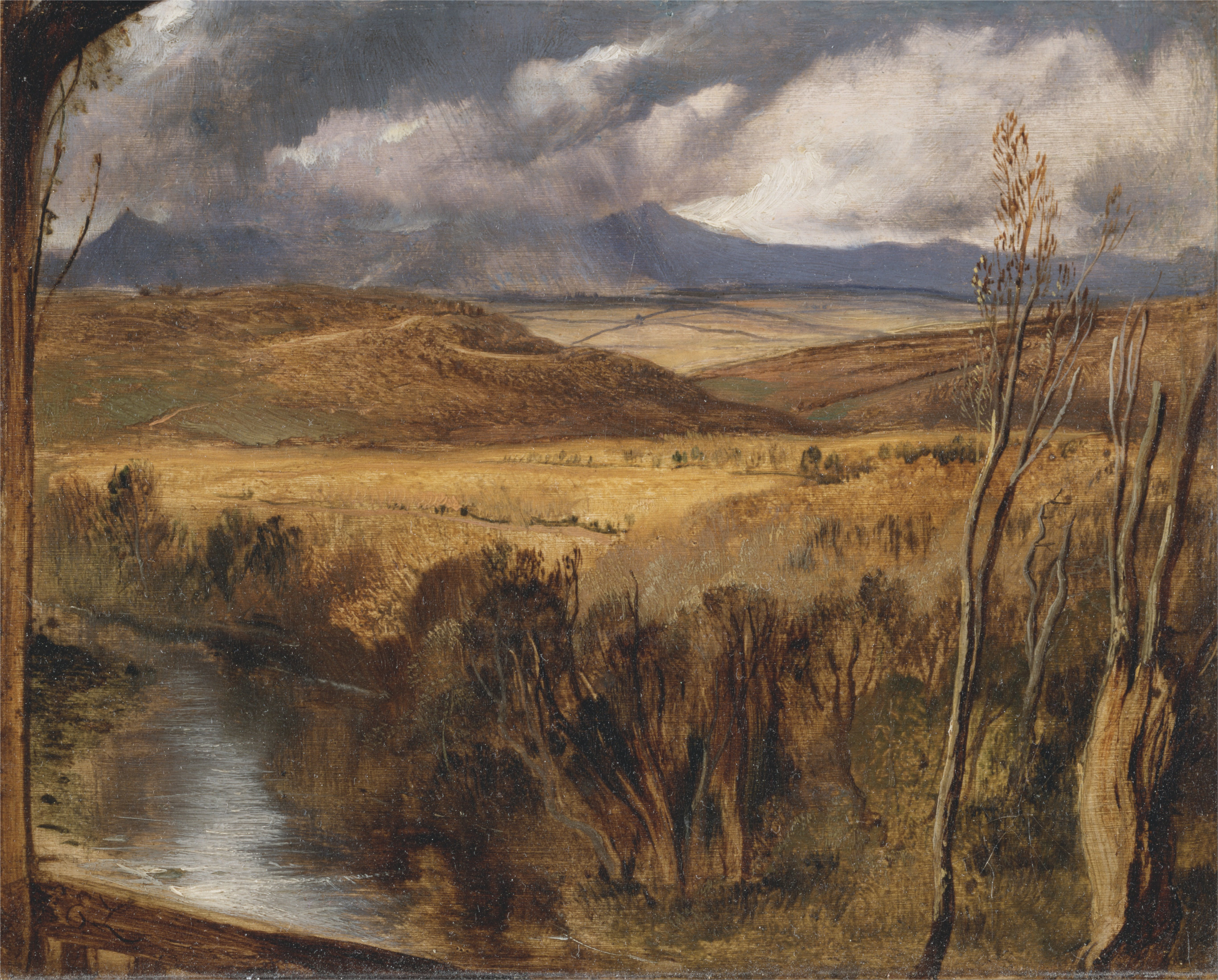
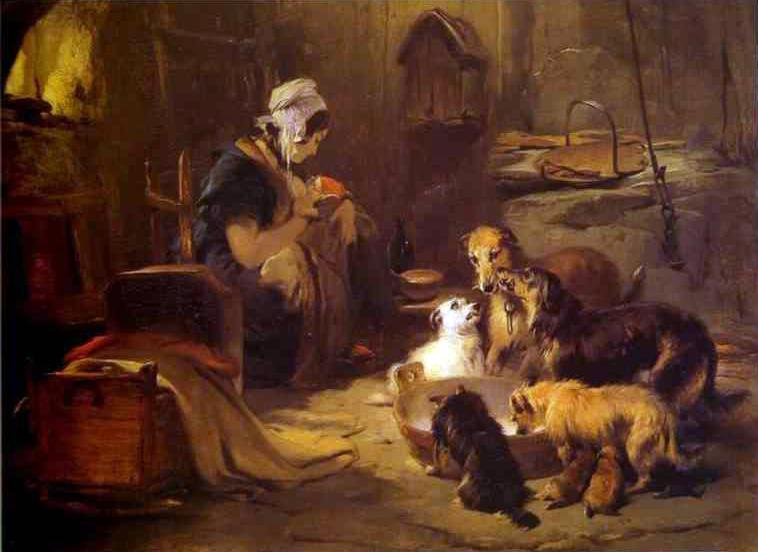
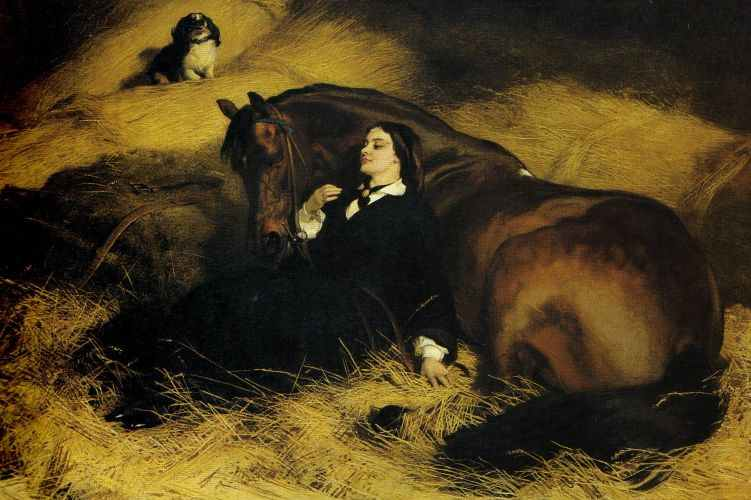
ترويض النمرة (1861)
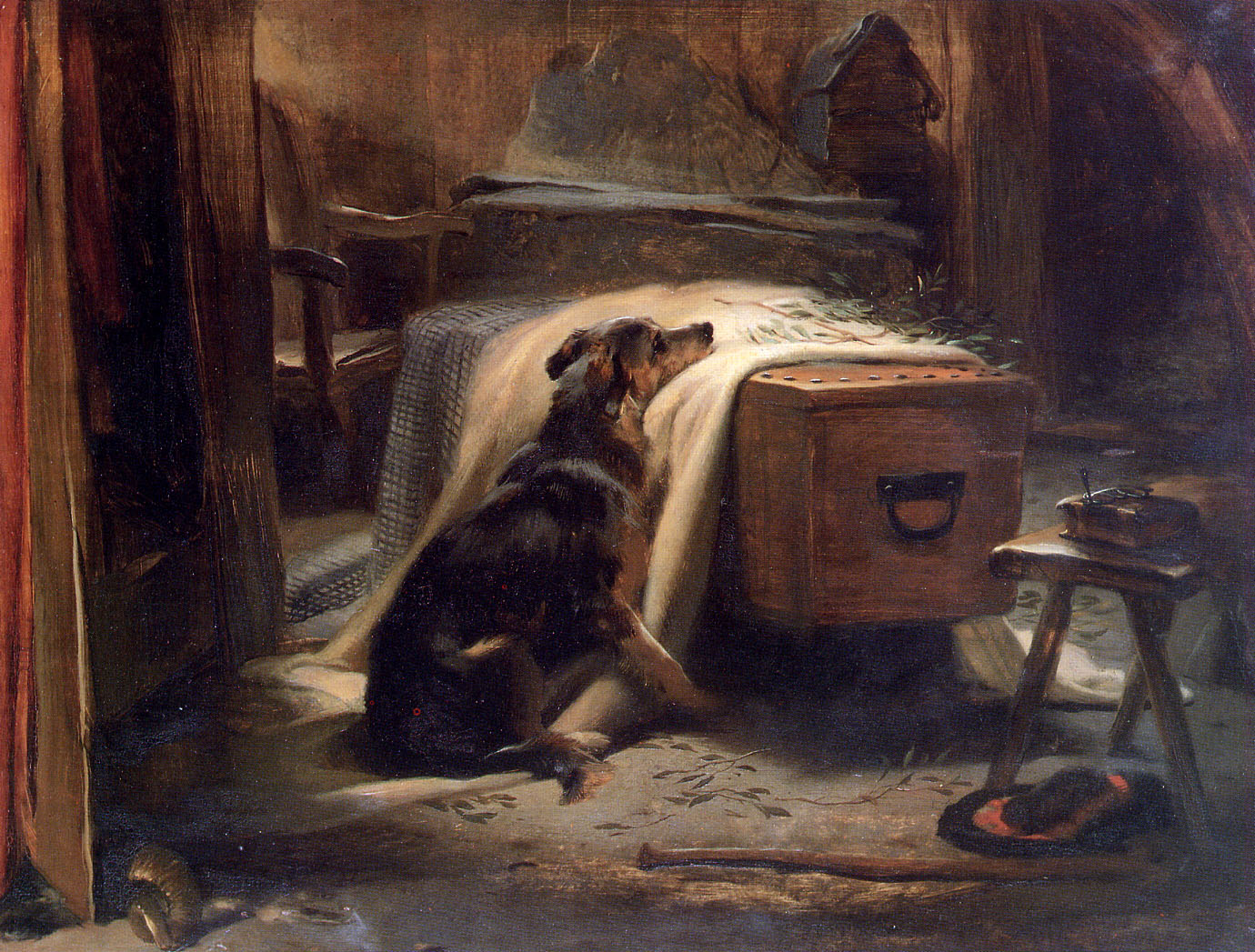
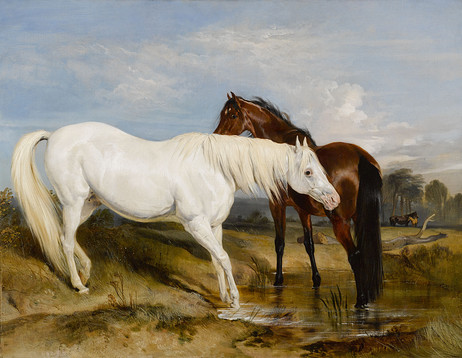
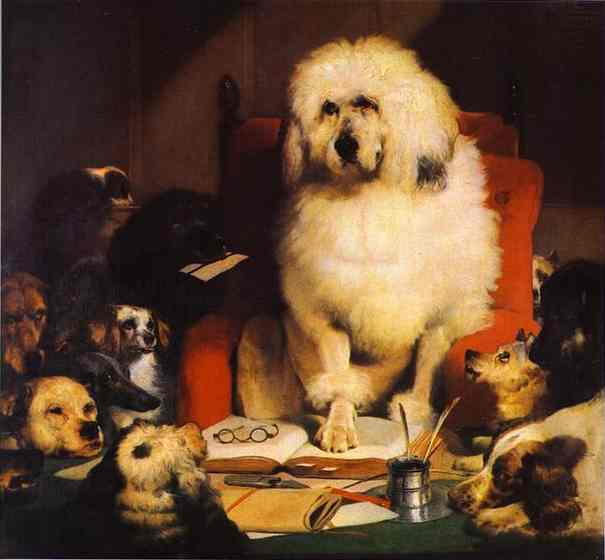
وضع القانون (1840)
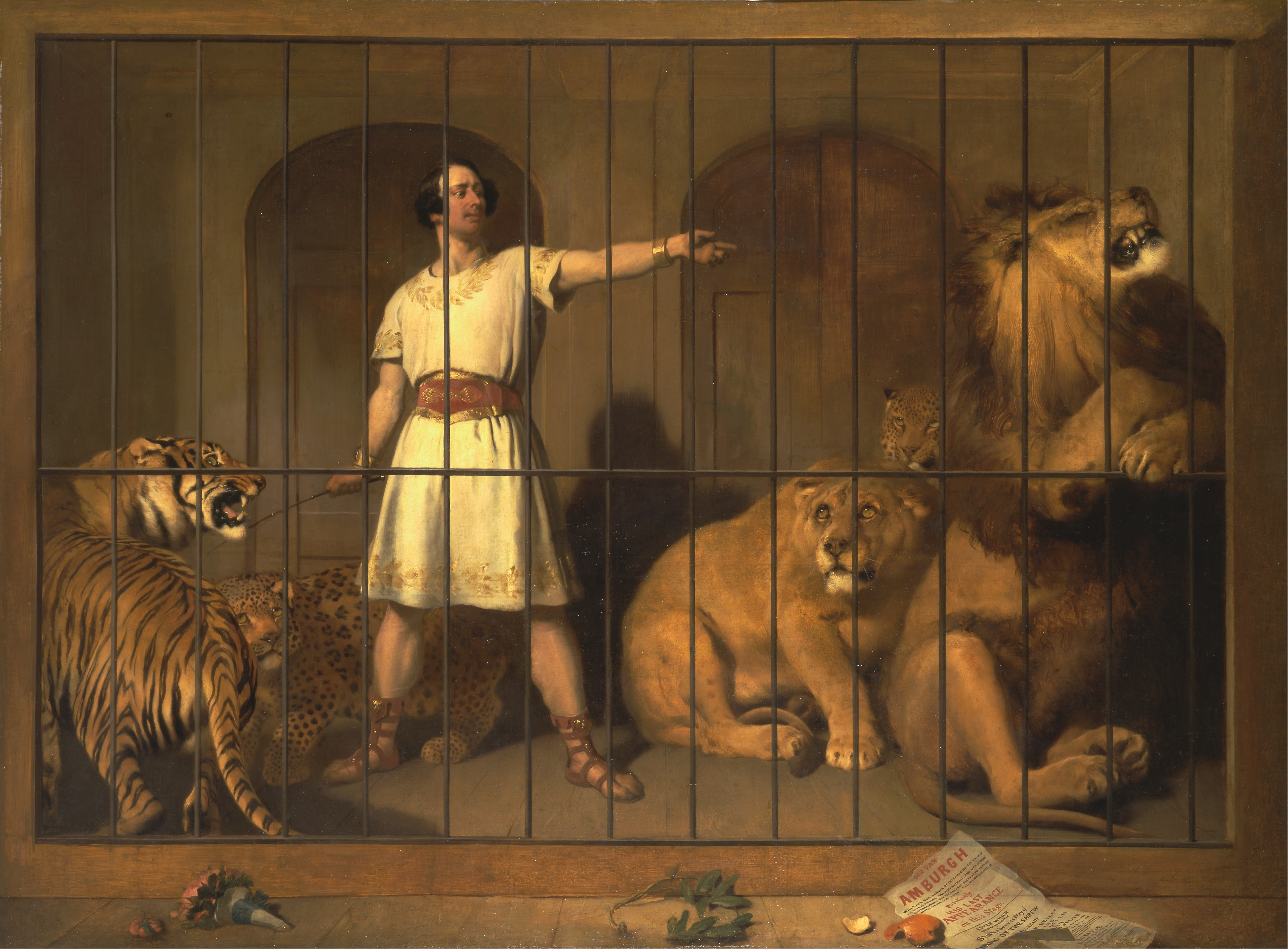
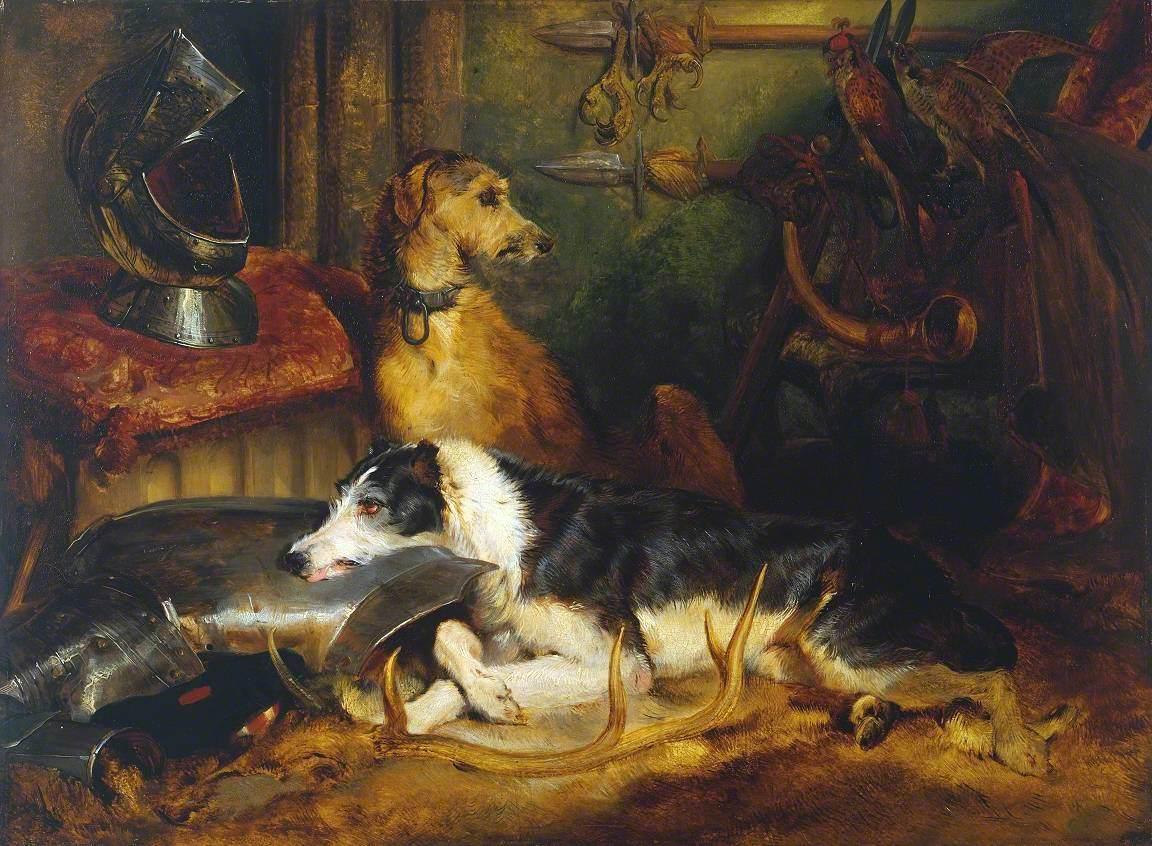
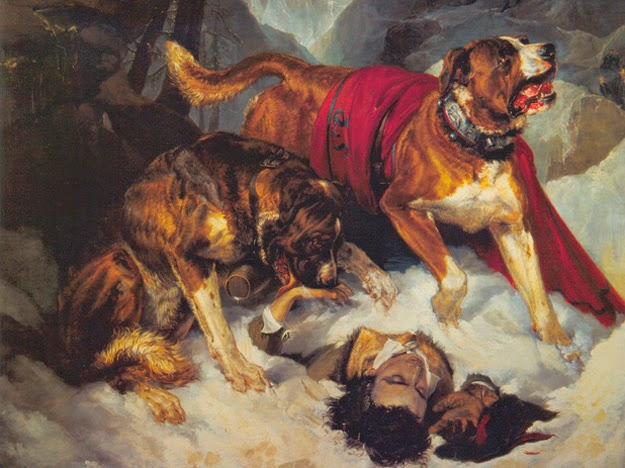
كلب الدرواس الألبي ينقذ مسافر بائس (1820)
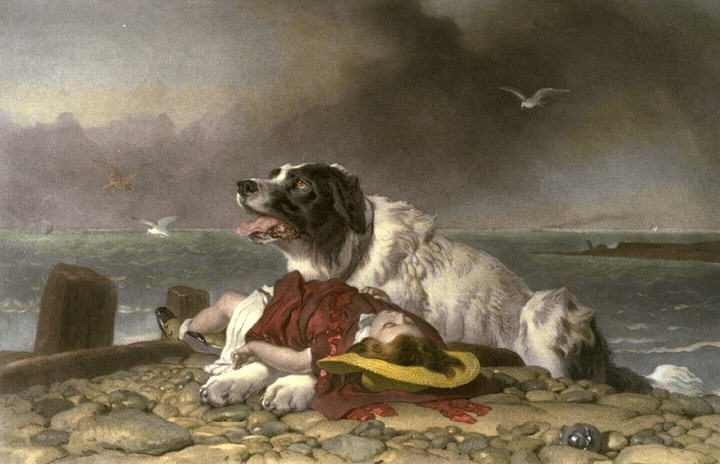
(المنقذ) (1856)